# Roberta Bruni
Roberta Bruni (ur. 8 marca 1994 w Rzymie) – włoska lekkoatletka, tyczkarka, olimpijka (2021, 2024).
Mistrzyni Włoch z 2014, wicemistrzyni z 2015 i brązowa medalistka mistrzostw kraju z 2013, a także halowa mistrzyni Włoch z 2015 roku.

## Osiągnięcia
| Rok  | Impreza                                    | Miejsce   | Lokata            | Wynik |
| ---- | ------------------------------------------ | --------- | ----------------- | ----- |
| 2011 | Mistrzostwa świata juniorów młodszych      | Lille     | 6. miejsce        | 4,00  |
| 2011 | Letni Olimpijski Festiwal Młodzieży Europy | Trabzon   | 1. miejsce        | 4,10  |
| 2012 | Mistrzostwa świata juniorów                | Barcelona | 3. miejsce        | 4,20  |
| 2013 | Halowe mistrzostwa Europy                  | Göteborg  | el. – 12. miejsce | 4,36  |
| 2014 | Mistrzostwa Europy                         | Zurych    | el. – 22. miejsce | 4,25  |
| 2019 | Uniwersjada                                | Napoli    | 1. miejsce        | 4,46  |
| 2019 | Mistrzostwa świata                         | Doha      | el. – 29. miejsce | 4,35  |
| 2021 | Superliga drużynowych mistrzostw Europy    | Chorzów   | 1. miejsce        | 4,45  |
| 2021 | Igrzyska olimpijskie                       | Tokio     | el. – 24. miejsce | 4,25  |
| 2022 | Halowe mistrzostwa świata                  | Belgrad   | 11. miejsce       | 4,30  |
| 2022 | Mistrzostwa świata                         | Eugene    | el. – 16. miejsce | 4,35  |
| 2022 | Mistrzostwa Europy                         | Monachium | 7. miejsce        | 4,55  |
| 2023 | Halowe mistrzostwa Europy                  | Stambuł   | 8. miejsce        | 4,25  |
| 2023 | I dywizja drużynowych mistrzostw Europy    | Chorzów   | 10. miejsce       | 4,25  |
| 2023 | Mistrzostwa świata                         | Budapeszt | el. – 29. miejsce | 4,35  |
| 2024 | Halowe mistrzostwa świata                  | Glasgow   | 10. miejsce       | 4,40  |
| 2024 | Mistrzostwa Europy                         | Rzym      | 7. miejsce        | 4,58  |
| 2024 | Igrzyska olimpijskie                       | Paryż     | 14. miejsce       | 4,40  |
| 2025 | Halowe mistrzostwa Europy                  | Apeldoorn | 5. miejsce        | 4,70  |
| 2025 | Halowe mistrzostwa świata                  | Nankin    | 7. miejsce        | 4,60  |

Reprezentantka kraju w meczu międzypaństwowym juniorów (dwa zwycięstwa indywidualne). Wielokrotna mistrzyni Włoch w kategorii juniorek młodszych. Brązowa medalistka halowych mistrzostw kraju (2012).

## Rekordy życiowe
- Skok o tyczce (stadion) – 4,73 (2023) rekord Włoch
- Skok o tyczce (hala) – 4,70 (2025) rekord Włoch